# Апостольский нунций в Перу
Апостольский нунций в Республике Перу — дипломатический представитель Святого Престола в Перу. Данный дипломатический пост занимает церковно-дипломатический представитель Ватикана в ранге посла. Как правило, в Перу апостольский нунций является дуайеном дипломатического корпуса, так как Перу — католическая страна. Апостольская нунциатура в Перу была учреждена на постоянной основе в XIX веке. Её резиденция находится в Лиме.
В настоящее время Апостольским нунцием в Эквадоре является архиепископ Паоло Рокко Гуальтьери, назначенный Папой Франциском 6 августа 2022 года.

## История
Апостольская делегатура в Перу была создана в 1829 году. До 1836 года находилась под юрисдикцией апостольских делегатов и папских представителей в Бразилии. делегатура в Перу была соединена, с 1836 года по 1861 год с папским представителем в Колумбии, а затем, с 1861 года по 1877 год, с папским представителем в Эквадоре. В 1877 году были установлены дипломатические отношения между Святым Престолом и Перу, с возникновением апостольской интернунциатуры Перу и Боливии. 20 июля 1917 года была создана Апостольская нунциатура в Перу, с резиденцией в Лиме.

## Апостольские нунции в Перу

### Апостольские делегаты
- Лоренцо Барили — (26 мая 1851 — 17 июня 1856 — назначен апостольским нунцием в Испании);
- Мечислав Халька Ледуховский — (26 сентября 1856 — 1 октября 1861 — назначен апостольским нунцием в Бельгии);
- Серафино Ваннутелли — (23 июля 1869 — 10 сентября 1875 — назначен апостольским нунцием в Бельгии);
- Марио Моченни — (14 августа 1877 — 28 марта 1882 — назначен апостольским интернунцием в Бразилии);
- Чезаре Самбучетти — (18 апреля 1882 — 29 ноября 1886 — назначен официалом Римской курии);
- Беньямино Кавиккьони — (21 марта 1884 — 4 июля 1885 — назначен официалом Римской курии);
- Пьетро Гаспарри — (26 марта 1898 — 23 апреля 1901 — назначен секретарём Римской курии);
- Алессандро Бавона — (17 июля 1901 — 13 ноября 1906 — назначен апостольским нунцием в Бразилии);
- Анджело Мария Дольчи — (7 декабря 1906 — сентябрь 1910);
- Анджело Джачинто Скапардини, O.P. — (23 сентября 1910 — 4 декабря 1916 — назначен апостольским нунцием в Бразилии);
- Лоренцо Лаури — (5 января — 20 июля 1917 — назначен апостольским нунцием в Перу).

### Апостольские нунции
- Лоренцо Лаури — (20 июля 1917 — 25 мая 1921 — назначен апостольским нунцием в Польше);
- Джузеппе Петрелли — (27 мая 1921 — 24 декабря 1926);
- Серафино Чимино, O.F.M. — (13 апреля 1926 — 4 мая 1928);
- Гаэтано Чиконьяни — (15 июня 1928 — 13 июня 1936 — назначен апостольским нунцием в Австрии);
- Фернандо Ченто — (26 июля 1936 — 9 марта 1946 — назначен апостольским нунцием в Бельгии);
- Луиджи Арригони — (31 мая 1946 — 6 июля 1948);
- Джованни Панико — (28 сентября 1948 — 14 ноября 1953 — назначен апостольским делегатом в Канаде);
- Франческо Лардоне — (21 ноября 1953 — 30 июня 1959 — назначен апостольским делегатом в Турции);
- Ромоло Карбони — (2 сентября 1959 — 26 апреля 1969 — назначен апостольским нунцием в Италии);
- Луиджи Поджи — (21 мая 1969 — 1 августа 1973 — назначен апостольским нунцием по особым поручениям);
- Карло Фурно — (1 августа 1973 — 25 ноября 1978 — назначен апостольским нунцием в Ливане);
- Марио Тальяферри — (15 декабря 1978 — 20 июля 1985 — назначен апостольским нунцием в Испании);
- Луиджи Доссена — (30 декабря 1985 — 2 марта 1994 — назначен апостольским нунцием в Словакии);
- Фортунато Бальделли — (23 апреля 1994 — 19 июня 1999 — назначен апостольским нунцием во Франции);
- Рино Пассигато — (17 июля 1999 — 8 ноября 2008 — назначен апостольским нунцием в Португалии);
- Бруно Музаро — (5 января 2009 — 6 августа 2011 — назначен апостольским нунцием на Кубе);
- Джеймс Патрик Грин — (15 октября 2011 — 6 апреля 2017 — назначен апостольским нунцием в Исландии и Швеции);
- Никола Джирасоли — (16 июня 2017 — 2 июля 2022 — назначен апостольским нунцием в Словакии);
- Паоло Рокко Гуальтьери — (6 августа 2022 — по настоящее время).